# سواش‌پلیت

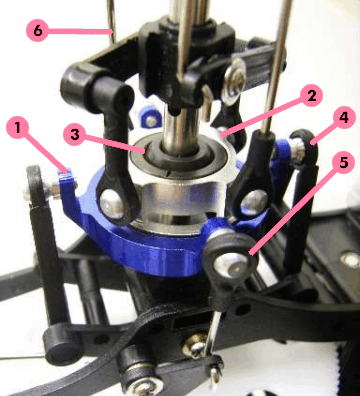
صفحهٔ رقصان یک بالگرد رادیوکنترل ۱-صفحهٔ ایستا (بیرونی به رنگ آبی) ۲-صفحهٔ گردان (درونی به رنگ نقره‌ای) ۳- سیبک (یک مفصل گوی‌دار است) ۴- کنترلگر محور طولی (از گردش ایستا جلوگیری می‌کند) ۵- کنترلگر محور عرضی (از گردش ایستا جلوگیری می‌کند) ۶- میله‌های اتصال (وصل به تیغه‌های مجموعهٔ پروانه)

صفحهٔ رقصان ایستا بر روی چهار میله سوار شده است که به اهرم و سکان کابین خلبان وصل هستند. صفحهٔ رقصان ایستا از خلبان فرمان می‌گیرد و در تصویر بالا خلبان اهرم را بالا و پایین می‌برد و سواش‌پلیت ایستا نیز بالا و پایین می‌رود. خلبان همزمان سکان را نیز می‌چرخاند که صفحهٔ ایستا این‌بار در راستای زاویه‌ای شیب برمی‌دارد. صفحهٔ رقصان گردان که بر روی ایستا نصب شده است، به ناچار از صفحهٔ ایستا پیروی می‌کند که موجب می‌شود دستورهای خلبان به تیغه‌ها منتقل شوند.

صفحهٔ رقصان یاسواش پلیت (به انگلیسی: Swashplate) وسیله‌ای است که با حرکت هم‌زمانِ دَورانی و مایل، سبب هدایت بالگَرد به سمت مورد نظر خلبان می‌شود.
صفحهٔ رقصان قطعه‌ای در بالگردهاست که برای کنترل گرایش پروانهٔ اصلی بالگرد به کار می‌رود و در حرکت کردن آن در راستای عمودی و زاویه‌ای اثرگذار است. از آنجایی که در یک بالگرد، پروانه باید بچرخد ولی اتاق بالگرد ثابت باشد، بنابراین به قطعه‌ای نیاز است که بتواند همانند اتاق ایستا باشد ولی دستورهای خلبان را به پروانه بالگرد منتقل نماید. از این رو صفحه‌ای به نام سواش‌پلیت بر در دکل بالگرد نصب می‌شود.

## شرح وظایف

### نوع ایستا (بیرونی یا پایینی)
مجموعهٔ صفحهٔ رقصان دارای دو بخش اصلی است. «سواش‌پلیت ایستا» و «سواش‌پلیت گردان». بخش ایستا که بخش بیرونی است، دور تا دور دکل اصلی قرار دارد و بوسیلهٔ گروهی از میله‌های اتصال، به اهرم و سکان خلبان وصل است. این بخش هرگز نمی‌گردد ولی می‌تواند به همهٔ زاویه‌ها گرایش پیدا کرده و متمایل شود و همچنین در راستای عمودی، بالا و پایین برود. تمامی دستورهای خلبان به این بخش منتقل شده و تنظیم‌های بخشهای بالایی و اتصال‌ها و تیغه‌ها و غیره، همگی پیرو «سواش‌پلیت ایستا» هستند. سواش‌پلیت ایستا نباید هیچگونه گردشی داشته باشد؛ بنابراین معمولاً دارای یک کشویی (اسلایدر) است که از چرخیدن جداگانهٔ آن جلوگیری می‌کند.

### نوع گردان (درونی یا بالایی)
بخش درونی سواش‌پلیت که گردان است، بوسیلهٔ یک بالبرینگ بر بالای سواش‌پلیت ایستا قرار گرفته است ولی هیچگونه اتصالی با بخش ایستا ندارد؛ سواش‌پلیت گردان این اجازه را دارد که بهمراه دکل بالگرد بچرخد. یک افزونهٔ ضدگردش باعث می‌شود که سواش‌پلیت گردان، همیشه با سرعت تیغه‌های پروانه گردش کند و به‌طور مستقل و جدا از تیغه‌ها نچرخد؛ در غیر اینصورت اگر سواش‌پلیت درونی به‌طور مستقل از پروانه بالگرد دور خود بچرخد، گشتاور به اتصال‌های تنظیم‌کننده و کنترلگر منتقل شده و آنها را خراب می‌کنند و میله‌های فشاری (پوش‌راد) به اصطلاح می‌بُرند.

### جمع‌بندی

صفحهٔ رقصان در حال حرکت گردشی و زاویه‌ای ۱-صفحهٔ رقصان ایستا (دیسک سبز) ۲-صفحهٔ رقصان گردان (دیسک سرخ) ۳-میله‌های اتصال مکانیکی به ابزار خلبان (میله‌های آبی) ۴-دکل ایستا و گردان (شفت و روپوش سرخ)

هردو بخش از صفحهٔ رقصان می‌توانند به‌صورت یک مجموعهٔ یکپارچه با هم در راستای عمودی بالا و پایین روند. سواش‌پلیت گردان به شاخک‌های نگهدارندهٔ تیغه پروانه متصل است که توسط پین قفل می‌گردد. سواش‌پلیت گردان در همهٔ بالگردها وجود دارد ولی برخی بالگردها بدون سواش‌پلیت ایستا هستند. مکانیزم جایگزین برای آنها ترکیبی از پلتفرم استوارت و مفصل همه‌کاره است. سواش‌پلیت بالگردهای کوآکسیال، به دلیل داشتن پروانه‌های هم‌محور بسیار پیچیده‌تر از سواش‌پلیت در بالگردهای دیگر است که یک پروانه بر روی یک دکل دارند.

## اتصال‌های همگام‌ساز گردان (سکان / Cyclic)
از سکان بالگرد برای تغییر زاویهٔ پروانه بالگرد در راستای محور طولی و عرضی استفاده می‌شود. با توجه به درخواست خلبان و حرکت دادن سکان بالگرد، اتصال‌های مکانیکی یا هیدرولیکی، سواش‌پلیت بیرونی را به حرکت درمی‌آورد و این بخش که گردان نیست، به جهت موافق با سکان کابین خلبان گرایش پیدا می‌کند. برای نمونه اگر خلبان سکان را به جلو هل دهد، سواش‌پلیت بیرونی که ایستا است نیز تنها به سمت جلو شیب برمی‌دارد و هیچگونه گردشی ندارد. به این شیوه، سواش‌پلیت درونی که با سرعت شفت دکل می‌چرخد، از این شیب ایجاد شده پیروی می‌نماید. به عبارت دیگر دستورهای خلبان به سواش‌پلیت ایستا (زیرین/بیرونی) داده می‌شود و مجموعهٔ بالای آن وظیفه دارند تا از آن تغییرها پیروی کنند.

## اتصال‌های همگام‌ساز ایستا (اهرم / Collective)
برای ایجاد تغییر در زاویهٔ حملهٔ تیغه‌های پروانه و درنتیجه افزایش یا کاهش نیروی برآر، کل مجموعهٔ سواش‌پلیت باید بتواند در راستای محور دقیقاً عمودی بالا و پایین برود و این حرکت نباید اختلالی در کنترلگر سکان خلبان به وجود آورد. متعارف است که کل مجموعهٔ سواش‌پلیت در راستای شفت اصلی دکل بالا و پایین می‌رود. البته در بالگردهای کنترلی و اسباب بازی جدید این شیوهٔ پیچیده حذف شده است و به جای آن اتصالاتی وابسته و یکپارچه به‌کار می‌رود که مکانیزم اهرم و سکان و به عبارتی کل سواش‌پلیت را در هم ادغام کرده است که این شیوه را با نام «آمیخته‌سازی لبه حمله اهرم و سکان» یا به اختصار CCPM می‌شناسند که امروزه تنها ویژهٔ بالگردهای اسباب‌بازی است. از مزایای این شیوه این است که نیازی به قطعه‌های گوناگون و پیچیده ندارد و باعث افزایش عمر مجموعهٔ پروانه و همچنین کاهش بازهٔ اورهال و هزینه‌ها می‌شود.

تصویر صفحهٔ رقصان در حالت بلند شده. خلبان در این عکس اهرم (همگامساز ایستا / کولکتیو) را بالا کشیده است. با بالا کشیدن اهرم، زاویه حمله افزایش یافته و نیروی برآر بیشتر شده است.
صفحهٔ رقصان در حالت خنثی (خلاص). در این عکس تیغه‌های بالگرد به‌صورت افقی در هوا گردش کرده و همانند چاقو هوا را می‌شکافد. در این شرایط هیچ نیرویی به سمت بالا و پایین اعمال نمی‌شود و گردش تیغه‌ها خنثی است.
با حرکت سکان بالگرد، اتصال‌های همگامساز گردان نیز حرکت می‌کنند. در این تصویر شیب به سمت راست است که نشان می‌دهد خلبان سکان را به سمت راست هدایت کرده و به این صورت بالگرد به سمت راست (در راستای عرضی) حرکت می‌کند.
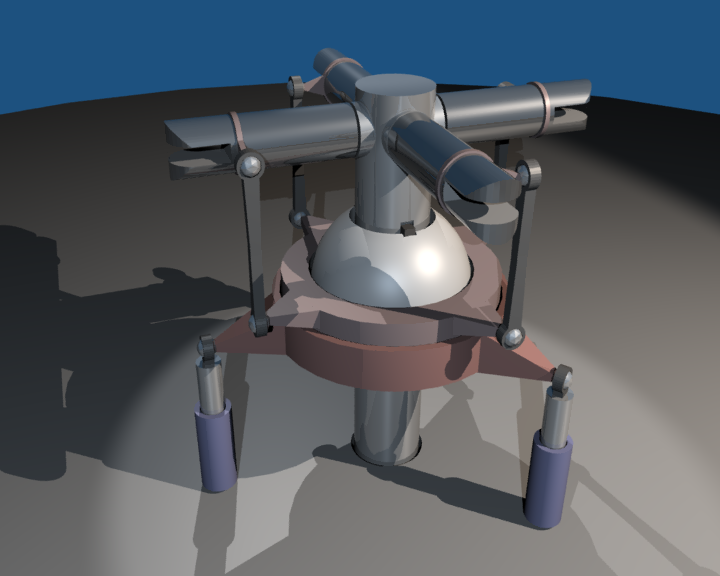
ویدیوی کارکرد یک مجموعه صفحهٔ رقصان:
سواش‌پلیت ایستا در جهت چپ قرار دارد و سواش‌پلیت گردان نیز از جهت‌گیری آن پیروی می‌کند؛ ولی بخش گردان درون بخش ایستا می‌چرخد. زیرا بر روی میل نصب است.
- صفحهٔ رقصان ایستا خنثی است.
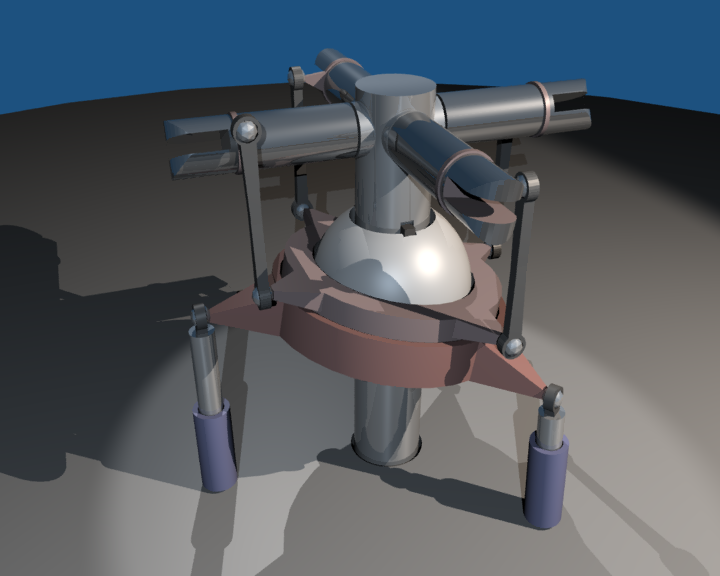
صفحهٔ رقصان ایستا با شیب به راست

## پی‌نوشت
1. ↑  Toolforge.org. “جستجوی واژه‌های مصوب فرهنگستان زبان و ادب فارسی، ” 2024. https://farhangestan.toolforge.org/results?word=Swashplate&wordstart=&wordend=&hozeh=&daftar=همهٔ+دفترها.
2. ↑  Toolforge.org. “جستجوی واژه‌های مصوب فرهنگستان زبان و ادب فارسی، ” 2024. https://farhangestan.toolforge.org/results?word=Swashplate&wordstart=&wordend=&hozeh=&daftar=همهٔ+دفترها.
3. ↑  Principles of Helicopter Aerodynamics. J. Gordon Leishman, Cambridge University Press, New York, 2002 p13
4. ↑  Improvement in or relating to joy sticks for helicopters - Google Patents
5. ↑  E. Œhmichen : Lifting Device - Google Patents

مشارکت‌کنندگان ویکی‌پدیا. «Swashplate (aeronautics)». در دانشنامهٔ ویکی‌پدیای انگلیسی، بازبینی‌شده در ۹/۷/۲۰۲۰.